# Isaac Leib Peretz
Pour les articles homonymes, voir Peretz.
Isaac Leib Peretz (né le 18 mai 1852 à Zamość dans le gouvernement de Lublin et mort le 3 avril 1915 à Varsovie), connu également en tant que Yitzkhok Laybush Peretz יצחק־לייבוש פרץ et Izaak Lejb Perec (en polonais) mais surtout sous son nom de plume de I. L. Peretz, est un écrivain et dramaturge polonais de langue yiddish. 

## La place de Peretz dans la littérature yiddish
Selon Payson R. Stevens, Charles M. Levine et Sol Steinmetz, il fait partie des trois auteurs classiques de la littérature yiddish, aux côtés de Cholem Aleichem et de Mendele Moich Sforim. Il joua, selon Sol Liptzin, un rôle pionnier dans l'émergence d'une littérature yiddish, donnant ses lettres de noblesse à une langue jusqu'alors décriée comme un vulgaire jargon, mais dont l'essor devait être confirmé par Cholem Aleichem. « Peretz suscita chez son lectorat un profond désir d'émancipation, un désir de résistance. »
Il voyait le monde comme un ensemble de nations différentes, chacune ayant son identité propre ; selon Charles Dobzynski, il fut « tour à tour – et quelquefois simultanément – socialiste, mystique, réaliste, romantique et symboliste, il a forgé pour la littérature yiddish les maillons qui manquaient à sa chaîne séculaire. (...) Il fait de l'acte littéraire le véhicule de la conscience juive, transfigurant son histoire et sa spiritualité par la vertu même et la qualité de son expression, son sens éthique, son intellectualisme qui n'ignore rien des réalités mais parcourt le réel comme un rêve éveillé ». Selon Liptzin : « Chaque peuple était à ses yeux un peuple élu ; son rôle en tant qu'auteur juif était d'exprimer [...] des idéaux juifs ... bâtis sur une tradition et une histoire juives ».
Contrairement aux autres maskilim, il tenait en grande estime les juifs hassidiques pour leur mode de vie, tout en admettant que des concessions à la faiblesse humaine étaient nécessaires. Ses nouvelles Et plus haut peut-être..., Le Trésor, ou À côté des mourants symbolisent l'importance de privilégier les devoirs du cœur plutôt que les devoirs du corps.

## Biographie
Né dans le shtetl de Zamość et éduqué dans une famille orthodoxe, il est séduit, dès l'âge de quinze ans, par les idées de la Haskalah. Prenant ses distances par rapport à son entourage, il se lance de son propre chef dans des lectures profanes, lisant en polonais, en russe, en allemand et en français. S'inclinant devant la volonté de sa mère de le voir rester à Zamość, il renonce à son projet de rejoindre une école rabbinique réformée à Jytomyr, et se marie avec la fille de Gabriel Judah Lichtenfeld, décrit par Liptzin comme « un poète et un écrivain mineur ».
Il s'essaie sans succès à la distillation de whisky, puis commence à écrire en hébreu : de la poésie, des chansons et des contes - quelques-uns écrits « à quatre mains », avec son beau-père. Ceci n'empêche nullement son divorce, en 1878, à la suite duquel il se remarie avec Hélène Ringelblum. À la même époque, il réussit le concours d'avocat, métier qu'il exerce pendant une dizaine d'années, jusqu'à la révocation de son autorisation en 1889 par les autorités de la Russie impériale, en vertu de soupçons quant à son nationalisme polonais. Dès lors, il s'établit à Varsovie, subsistant grâce à un modeste emploi de bureau au sein de la communauté juive locale. Il lance Hazomir (Le rossignol), qui devient un pôle culturel important de la Varsovie yiddish d'avant-guerre. Il publie en 1888 son premier ouvrage en yiddish, La Ballade de Monish, dans un recueil édité par Cholem Aleichem. 
Ses histoires, ses contes folkloriques et ses pièces de théâtre font œuvre de critique sociale, et révèlent son inclination vers l'idéal du mouvement ouvrier. Liptzin le considère à la fois comme un auteur réaliste et comme un romantique, « un optimiste qui croyait à la marche du progrès à travers l'émancipation » - optimisme exprimé par des « visions d'horizons messianiques ». Cependant, à contre-courant des intellectuels juifs contemporains qui soutenaient sans réserve la révolution russe de 1905, son adhésion était plus réservée, s'arrêtant sur les pogroms qui noircirent la révolution et craignant que le non-conformisme juif ne puisse se fondre dans l'idéal universel de la révolution.
On peut comparer l'influence de Jacob Gordin sur le Théâtre yiddish à New-York (l'orientant vers des sujets moins frivoles) à celle qu'eut Peretz en Europe de l'Est. Israel Bercovici considère l'œuvre théâtrale de Peretz comme la synthèse de celles de Gordin et d'Abraham Goldfaden (ce dernier étant plus traditionnel et mélodramatique). C'est une opinion que n'aurait pas rejeté Peretz lui-même : « Les pires d'entre les critiques ont cru que Sforim était mon modèle. C'est faux. Mon maître était Abraham Goldfaden. »
Parmi les ouvrages de Peretz Bontsché le silencieux est l'histoire d'un homme particulièrement humble et modeste, oppressé sur terre mais loué au Paradis pour sa modestie, et à qui l'on propose la récompense divine qu'il souhaitait - mais il en choisit une encore plus modeste. Au premier abord, la nouvelle peut être vue comme une apologie de l'humilité, mais quelques passages ambigus, vers la fin du livre, peuvent être lus comme étant méprisants vis-à-vis d'un homme qui n'a pas assez d'imagination pour « demander davantage ».
Peretz meurt en 1915 à Varsovie, où une rue est baptisée en son honneur (ulica Icchaka Lejba Pereca, selon l'orthographe polonaise). Il est enterré dans l'ancien cimetière juif de la rue Okopowa, et à son enterrement se presse une foule importante, issue de la communauté juive de Varsovie.

## Ses œuvres traduites en français
- Bontché le silencieux et autres contes juifs (trad. Charles Bolz), Mercure de France, Paris, 1914.
- Œuvres choisies (trad. J. Gottfarstein et N. Goldmann), Fondation L. Hersch, Genève, 1961.
- Regards sur la littérature yidich par Cécile Cerf, Académie d'Histoire, 1974, trois nouvelles de Peretz y sont traduites en français.
- Enchaîné devant le temple (trad. G. Frydman), in Théâtre yiddish I, L’Arche, Paris, 1989,  (ISBN 9782851812407),
- L’Errance dans le Désert suivi de Révélation ou le Conte du bouc (trad. Batia Baum), in Caravanes no 7, Phébus, Paris, 2001.
- Les Oubliés du shtetl (trad. et annotations Nathan Weinstock), Plon, Paris 2007,  (ISBN 2266197088),
- Métamorphose d’une mélodie et autres contes (trad. J. Gottfarstein), Albin Michel, Paris, 1977, et dans Rachel Ertel, Royaumes Juifs : Trésors de la littérature yiddish, vol. I, éditions Robert Laffont, Bouquins, Paris 2008, 2008, Éd.: Bouquins,  (ISBN 2221108280),
- Mémoires inachevés (trad. Nathan Weinstock), Didier Devillez éd/Institut d’études du Judaïsme, Bruxelles, 2009.
- Contes Hassidiques (trad. Norbert Guterman), Mercure de France, Bibliothèque étrangère,  (ISBN 2715232101);
- La Nuit sur le vieux marché (trad. Batia Baum), édition bilingue yiddish-français, Paris, Bibliothèque Medem, 2016,  (ISBN 979-10-91238-07-6).
- Histoires des temps passés et à venir (trad. du yiddish par Batia Baum), Paris, octobre 2020,  (ISBN 2379510229), L’Antilope[3], 160 p. [4].